# Ajranli
Ajranli (macedónul: Ајранли, törökül Ayranlı) település Észak-Macedóniában, a Délkeleti körzetben, a Valandovói járásban.

## Népesség
| Lakosok száma | 46   | 53   |      |
|               | 1948 | 1953 | 1961 |

2002-ben lakatlan település. Korábban törökök lakták.